# Albin Courtois
Pour les articles homonymes, voir Courtois.
Albin Courtois est sculpteur et créateur de médailles belge né à Schaerbeek le 24 avril 1928 et mort à Rebecq le 10 février 2015.

## Biographie
De 1945 à 1950, Albin Courtois était élève des cours de sculpture d'Harry Elstrom à l'Institut supérieur d'Architecture et des Arts décoratifs Saint-Luc à Schaerbeek. Après des débuts en art religieux, Albin Courtois s'orienta vers le réalisme et ensuite vers l'art abstrait et monumental. Il fut créateur de médailles et de projets de pièces de monnaie. Ensuite et jusqu'en 1989, Albin Courtois fut professeur de sculpture et ensuite professeur d'art plastique à l'Institut supérieur d'Architecture Saint-Luc à Liège.
Les matières travaillées sont principalement la pierre et le bronze.
Il est décédé à Rebecq le 10 février 2015.

## Quelques œuvres
- Bastion lunaire (bronze), 1955
- Liberté - Ville de Huy

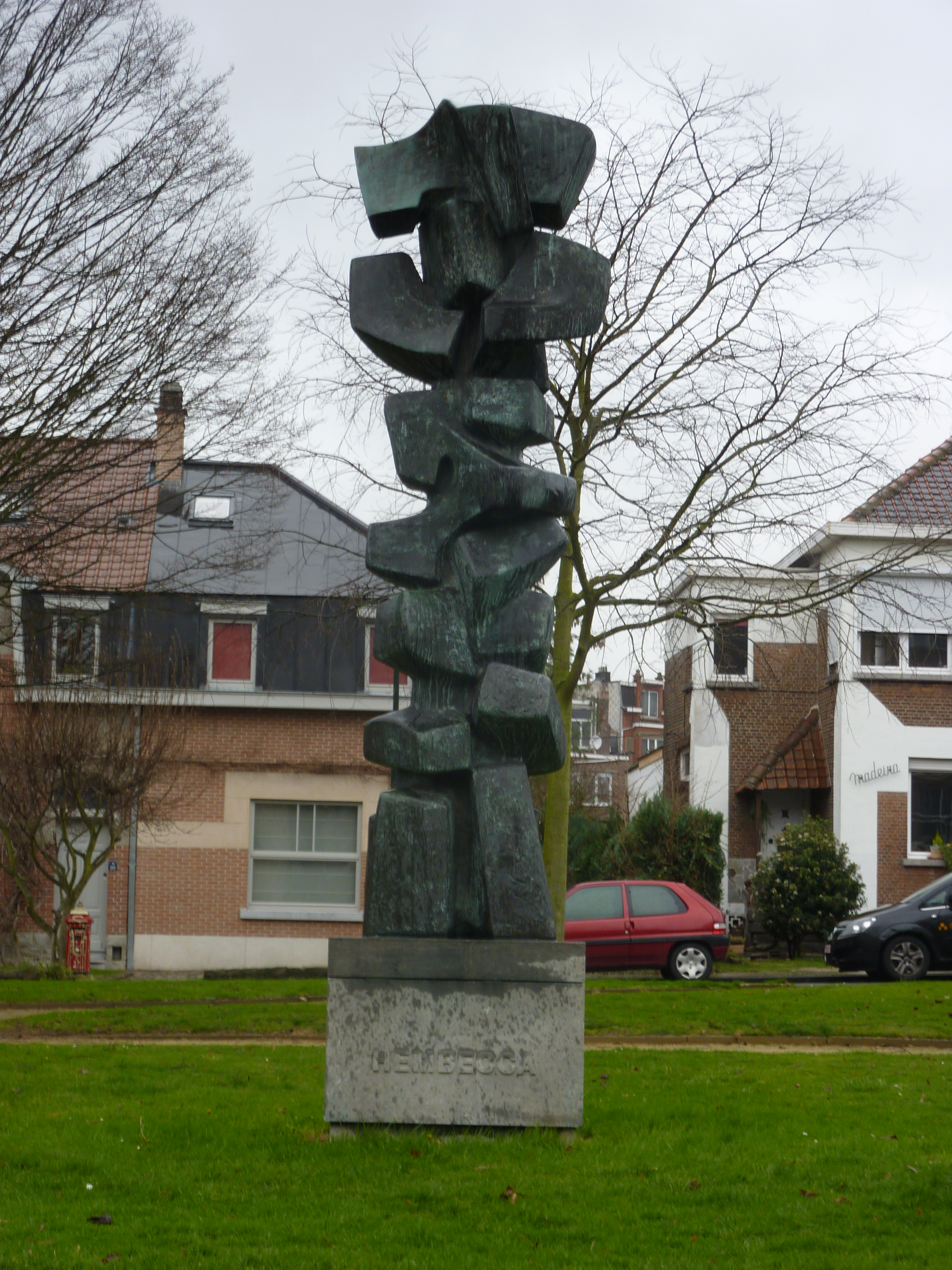
Hembecca

- Composition 62 (petit granit) 1962 - Musée en plein air du Sart-Tilman
- Trilogie (bronze), 1966
- Hembecca - statue inaugurée le 24 mai 1975 à l'occasion du 800e anniversaire de la commune de Neder-Over-Heembeek
- Titre inconnu, 1975 - Symposium de sculptures de Matane (Parc des Iles de la rivière), Québec, Canada
- Mépris (bronze)
- Reine nourris mon amour
- Figure couchée (plâtre)
- Femina sapiens (plâtre)
- Les mariés de l'an 2081 (bronze)
- Les Kleton's (bronze), 1981
- La tendresse maternelle - œuvre tournant le dos à la rue représentant une femme tenant son enfant, sur le balcon du 199 rue de Heembeek à Neder-Over-Heembeek.

## Expositions (liste non exhaustive)
- Carrare/Italie, 2e biennale internationale de sculpture, 1962, Carrare (Italie)
- Musée de l'Art wallon, 1964, Liège (Belgique)
- Lausanne/Suisse, Artistes belges contemporains, 1965, Lausanne (Suisse)
- 8e biennale de sculpture, 1965, Parc Middelheim à Anvers (Belgique)
- Bachte-Maria-Leerne, 2e biennale de sculpture, 1966, Bachte-Maria-Leerne
- Eté à Seny 77, 1977, Seny (Belgique)
- Franche Forme - Exposition Nationale de Sculpture, 1989, Theux (Château de Franchimont) (Belgique)
- Rétrospective Albin Courtois sculptures & Roland Breucker dessins au Grand Moulin d'Arenberg, 2002, Rebecq (Belgique),
- Musée en plein air du Sart Tilman, Liège (Belgique)

## Récompenses
- Prix Koopal, 1958 (Bruxelles)
- Prix de Rome, 1962
- Prix Olivetti, 1963
- Prix Berthe Art, 1960